# Rasa de Freixinet
La Rasa de Freixinet és un torrent afluent per la dreta de la Rasa de l'Avellanosa que realitza tot el seu recorregut pel terme municipal de Riner, al Solsonès.

## Descripció
Aquesta rasa neix al sud del nucli de Freixinet; més concretament, a uns 250 m. a llevant de Cal Panissa. Fins a la font de Fontalona, avança en direcció predominant cap a les 11 del rellotge tot passant a tocar de la Casanova que s'aixeca a menys d'un centenar de metres de la seva riba dreta. Passat Fontalona, agafa la direcció cap al nord que mantindrà fins a desguassar a la Rasa de l'Avellanosa. En aquest tram deixa a la seva dreta el nucli de Freixinet, travessa la carretera que mena de Santa Susanna a Freixinet en una pronunciada corba on es troba el Toll dels Morts i baixa a abocar les seves aigües a la Rasa de l'Avellanosa (que en aquest tram és coneguda amb el nom de la Rasa del Solà) en un indret que és conegut amb el nom de les Dues Rases.

## Sobre la seva denominació
Al mapa de l'ICC se li dona el nom de Rasa de la Font del Frare tot i que en el mapa a escala 1:25.000 a la segona meitat del seu curs se la denomina Riera de Freixinet. A la contrada ambdues denominacions són desconegudes. D'altra banda, al tram de la Rasa de l'Avellanosa comprès entre l'indret de les Dues Rases i la seva confluència amb el Riu Negre, als mapes de l'ICC d'escales inferiors a 1:25.000 rep la denominació de la Rasa de Freixinet, talment com si el corrent fluvial que desguassés al Riu Negre fos aquest. Tot i això, s'ha optat per considerar que la Rasa de Freixinet acaba a les Dues Rases desguassant a la Rasa de l'Avellanosa perquè aquesta darrera és l'única denominació inclosa al Nomenclàtor Oficial de Toponímia Major de Catalunya d'entre tots els cursos fluvials que formen part d'aquesta xarxa hidrogràfica.

## Xarxa hidrogràfica
La xarxa hidrogràfica de la Rasa de Freixinet està integrada per un total de 7 cursos fluvials dels quals 3 són subsidiaris de 1r nivell, 2 ho són de 2n nivell i 1 ho és de 3r nivell.
La totalitat de la xarxa suma una longitud de 8.304 m.